# 和苑博物馆
和苑博物馆，位于北京市朝阳区霄云路18号，是展示中国民间外交的博物馆，经常举办外国文化展览。

## 简介
2013年5月15日，北京国际和平文化基金会与和苑博物馆在和苑成立。大约30个国家的驻华使节、中国党、政、军领导、跨国企业总裁、文化艺术界人士、社会名人等一百多人出席祝贺。北京市社会团体管理办公室主任温庆云为北京国际和平文化基金会授法人证书，并和北京市外办负责人为和苑博物馆揭幕。北京国际和平文化基金会是一个推进中国民间外交的平台。
2013年10月，北京市文物局依法按程序准予和苑博物馆注册登记，和苑博物馆正式成为在北京市文物局注册登记的博物馆。
2014年12月9日晚，法国孟德斯鸠家族后人、孟德斯鸠集团董事长贝斯登向和苑博物馆捐赠孟德斯鸠画像及生前手稿仪式在和苑博物馆举行。